# Herbert Keutner
Herbert Keutner (* 2. Januar 1916 in Eltville am Rhein; † 6. Oktober 2003 in Köln) war ein deutscher Kunsthistoriker und Experte der italienischen Renaissance, des Manierismus und des Barock, insbesondere der Skulptur. Er war 1968 bis 1981 Direktor des deutschen Kunsthistorischen Instituts in Florenz.

## Leben
Herbert Keutner wurde als Sohn des damaligen Bürgermeisters von Eltville am Rhein, Dr. Philipp Keutner, und dessen Frau Paula (geb. Hensler) geboren, sein Abitur legte er 1935 in Köln ab. Nach der zweieinhalbjährigen Wehrdienstzeit nahm er an der Universität Köln ein Studium der Kunstgeschichte, Klassischen Archäologie und Philosophie auf, das er aufgrund des Ausbruchs des Zweiten Weltkriegs und seiner Einberufung erst 1946 in Köln abschließen konnte. Zwischendurch hatte er Gelegenheit gehabt, einzelne Veranstaltungen an der Universität Freiburg sowie an der Universität Bonn zu besuchen. In Köln wurde er 1949 bei Hans Kauffmann mit einer Dissertation über Rembrandts Hundertguldenblatt promoviert.
Anschließend war Keutner Wissenschaftlicher Assistent am Kunsthistorischen Institut in Köln (1949–1953) und in Florenz (1955–1958). Die Habilitation über Giambologna erfolgte 1961 an der Freien Universität Berlin. Im selben Jahr übernahm er die Nachfolge von Otto Lehmann-Brockhaus als Bibliothekar am Zentralinstitut für Kunstgeschichte., bevor er 1967 einen Ruf auf den Lehrstuhl für Kunstgeschichte an der RWTH Aachen erhielt. Dort war er nebenher auch Direktor der Sammlung des Reiff-Museum. Bereits 1968 wurde er als Nachfolger von Ulrich Middeldorf zum Direktor des Kunsthistorischen Instituts in Florenz ernannt. Die Pensionierung erfolgte 1981.

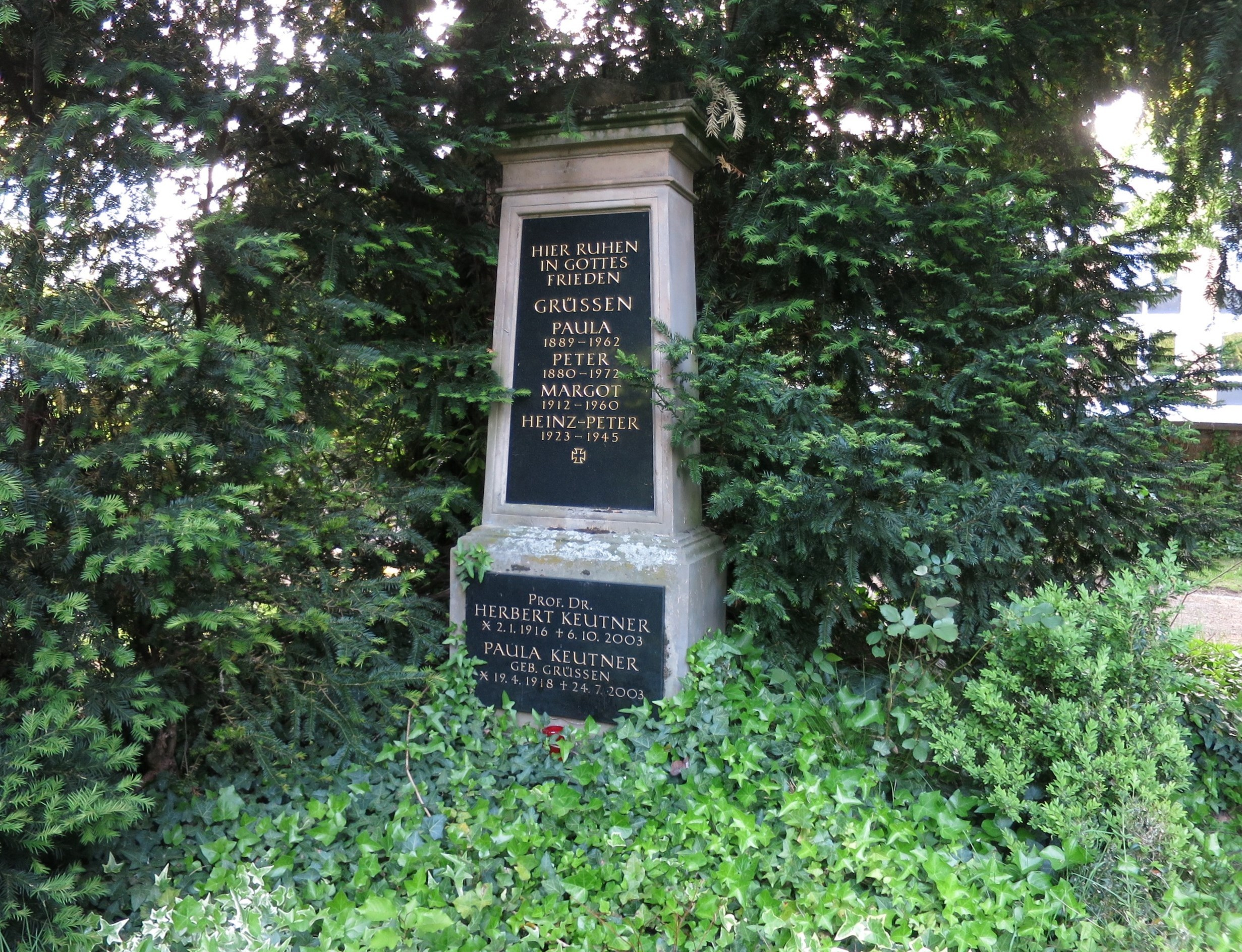
Familiengrab Grüssen (Friedhof Melaten)

Zu den Auszeichnungen des Kunsthistorikers zählt die Ernennung zum Commendatore dell’Ordine al Merito della Repubblica Italiana (1973) und die Verleihung des Verdienstkreuzes Erster Klasse der Bundesrepublik Deutschland (1980).
Bis 1990 lebte Keutner weiterhin in Florenz, die letzten Lebensjahre verbrachte er in Köln. Aus seiner Ehe mit Paula Keutner (1918–2003) entstammt sein Sohn Thomas Keutner, der als Philosophiedozent an der Fernuniversität in Hagen tätig ist.
2003 verstarb Herbert Keutner im Alter von 87 Jahren. Er wurde im Familiengrab seiner Frau Paula geb. Grüssen auf dem Kölner Friedhof Melaten (Flur 33 Nr. 41) beigesetzt.

## Schriften (Auswahl)
Ein ausführliches Verzeichnis der Schriften Herbert Keutners findet sich in Riedl 2004, S. 6–8.
- Über die Entstehung und die Formen des Standbildes im Cinquecento. In: Münchner Jahrbuch der bildenden Kunst 7, 1956, S. 138–168.
- Die Bronzevenus des Bartolommeo Ammannati. Ein Beitrag zum Problem des Torso im Cinquecento. In: Münchner Jahrbuch der bildenden Kunst 14, 1963, S. 79–92.
- Eine Bronzestatuette von Antonio Averlino. Prestel, München 1964.
- Sculpture. Renaissance to Rococo. Joseph, London 1969.
- Andrea Sansovino e Vincenzo Danti. Il gruppo del battesimo di Cristo sopra la porta del paradiso. Mailand 1976.
- Giambologna. Il Mercurio volante e opere giovanili. SPES, Florenz 1984.